# Arkelstorp
Arkelstorp – miejscowość (tätort) w Szwecji, w regionie administracyjnym (län) Skania, w gminie Kristianstad.
Według danych Szwedzkiego Urzędu Statystycznego liczba ludności wyniosła: 815 (31 grudnia 2015), 810 (31 grudnia 2018) i 801 (31 grudnia 2019).